# Juremir Machado da Silva
Juremir Machado da Silva (Santana do Livramento, 29 de janeiro de 1962) é um escritor, tradutor, jornalista, radialista e professor universitário brasileiro.

## Biografia
Juremir Machado da Silva nasceu em 1962, em Santana do Livramento, Rio Grande do Sul. Formado em jornalismo e em história pela Pontifícia Universidade Católica do Rio Grande do Sul (PUC-RS) (1985), é doutor em Sociologia pela Université Paris-Descartes (V), sob a orientação de Michel Maffesoli. Foi coordenador do Programa de Pós-Graduação em Comunicação da PUC-RS.
Em Paris, de 1993 a 1995, foi colunista e correspondente do jornal Zero Hora. Em 1998, fez pós-doutorado na França orientado por Edgar Morin, Jean Baudrillard e Michel Maffesoli. Atualmente, é professor do curso de Jornalismo da Faculdade de Comunicação Social da PUCRS, onde é coordenador do Programa de Pós-graduação em Comunicação desde 2022. Foi coordenador do Caderno de Sábado, onde trabalhou no jornal (Correio do Povo de Porto Alegre, Rio Grande do Sul'. 'Apresentou o programa Esfera Pública na Rádio Guaíba e participou dos programas Bom Dia, Ganhando o Jogo e Guaíba Revista'. Integra o conselho editorial das revistas acadêmicas estrangeiras Sociétés, Hermès e Esprit Critique. Foi vice-presidente da Associação Nacional de Programas de Pós-Graduação em Comunicação (Compós) e representante da área da Comunicação no (CNPQ). Recebeu o título de Doutor Honoris Causa pela Universidade Paul Valery de Montpellier (2023).